# Lógica de pegamento

Interfaz entre el microcontrolador y la memoria con lógica de pegamento

En electrónica, lógica de pegamento es el circuito lógico particular usado para interconectar circuitos integrados existentes.
A menudo esto es logrado usando componentes ordinarios (baratos) de las series 7400 o 4000. En casos más complejos, podrían usarse dispositivos lógicos programables como CPLD o FPGA. El precio en picada de dispositivos lógicos programables, combinado con su reducido tamaño y consumo de energía (comparado con los componentes discretos), los está haciendo común incluso para sistemas simples.

## Uso
Las funciones típicas de la lógica de pegamento pueden incluir (pero no está limitado a):
- Funciones de lógica simple.
- Circuito de descodificación de dirección usado con procesadores antiguos como el 6502 o Z80 para dividir el espacio de direcciones en RAM, ROM y E/S. Nuevas versiones de esos procesadores (como el 65816 o el eZ80), puede agregar funciones que permitan la interconexión con dispositivos externos sin lógica de pegamento.
- Buffers para proteger a salidas de sobrecargas, o proteger entradas sensibles de daños por descarga electrostática.
- Conversión de nivel de voltaje, por ejemplo cuando se interconecta una familia lógica (CMOS) a otra (TTL).
- Lógica programable puede ser usada para ocultar la función exacta de un circuito, con el fin de evitar que un producto sea clonado o falsificado (ver: ingeniería inversa).

El equivalente en software de la lógica de pegamento es llamado código de pegamento.